# Edward de Vere, 17.º Conde de Oxford
Edward de Vere, 17.º Conde de Oxford (Castelo de Hedingham, 12 de abril de 1550 — Hackney, 24 de junho de 1604) foi um nobre inglês e cortesão no Período Elisabetano. Edward era o herdeiro do segundo mais antigo condado do reino, um patrono das artes, e observado por seus contemporâneos como um poeta lírico e dramaturgo, mas seu temperamento volátil e imprudente o impediu de alcançar responsabilidades governamentais e contribuiu para a perda de sua propriedade.

## Biografia
Apesar da maioria dos estudiosos bardólogos rejeitar a teoria de autoria Oxfordiana (a de que de Vere seria, na verdade, o autor das obras atribuídas a Shakespeare), esta vem se popularizando desde 1920 e é, atualmente, a alternativa autoral shakespeariana mais popular.
Ele morreu em 1604, depois de ter perdido a totalidade de suas propriedades herdadas.